# Відбуття
«Відбуття» (яп. おくりびと Окурібіто — дослівно «проводжаючий») — японський фільм 2008 року, знятий режисером Йодзіро Такіта. Картина була нагороджена премією «Оскар» за найкращий фільм іноземною мовою у 2009 році, а також отримала низку інших нагород.
Українською вперше фільм транслювався на телеканалі «НЛО TV» у квітні 2016 р.

## Преамбула
Сюжет побудований навколо того, що за японською традицією особи, які надають похоронні послуги, мають дуже низький соціальний статус. У стародавні часи цим займалася «ета» — каста людей, які були на найнижчому щаблі сформованих станових відносин феодальної Японії. Зазвичай процедуру похорону визначають і проводять близькі родичі. До працівників похоронних бюро, які здебільшого є нащадками ета — буракумінів, ставляться як до збирачів померлих безхатченків. У фільмі розповідається про те, як талановита людина — власник і керівник похоронного бюро Сьоей Сасакі (Цутому Ямадзакі) — перетворює цей бізнес у шановане мистецтво.

## Сюжет
Головний герой фільму — віолончеліст Дайго Кобаясі (Масахіро Мотокі) втрачає сенс життя відразу після розпуску оркестру, в якому він працював і якому цілком себе присвячував. Оскільки кар'єра професійного музиканта не вдалася, він вирішує продати свою віолончель, яку нещодавно придбав на виплат за величезні гроші, і повернутися разом з дружиною на свою батьківщину в місто Саката (префектура Ямаґата), щоб почати життя з чистого аркуша. Його дружина Міка (Ріоко Хіросуе), бачачи відчай чоловіка, намагається всіляко його підтримати.
У місцевій газеті Дайго знаходить оголошення «Агентства НК», яке шукає співробітника без досвіду роботи на короткий робочий день для «допомоги в подорожах». Зовсім не підозрюючи про справжню діяльність фірми, він іде на співбесіду, вважаючи, що це робота в турагенції. Керівник агентства з підозрілою легкістю приймає Дайго на роботу (далі за сюжетом стає ясно, що особливого напливу претендентів на це місце бути не могло). Однак під час співбесіди з'ясовується, що в оголошення вкралася прикра помилка. Заголовок оголошення неправильно набрали, а «НК» — це абревіатура, що означає «покладення в труну» (яп. 納 棺 нокан), і до його обов'язків належить допомагати «тим, хто покинув цей світ». Дай збентежений ситуацією, що склалася, але сума оплати, яка, схоже, перевищила найсміливіші його очікування, була названа до того, як він зрозумів, чим займається фірма. Він приймає пропозицію, але повернувшись додому, не може зізнатися дружині, яку роботу виконуватиме, і, намагаючись приховати правду, розпливчасто натякає, що фірма займається церемоніями.
У перший день роботи Дайго стикається з тим, що йому потрібно грати роль небіжчика для DVD-інструкції, де показані нюанси процедури покладення в труну. Однак справжнім жахом для нього стає перший виїзд з босом на підготовку до поминального обряду: чищення одягу й накладання гриму на тіло літньої жінки, яка померла вдома на самоті і яку виявили тільки через два тижні. Насилу долаючи огиду і стримуючи блювотні рефлекси від вигляду й запаху її тіла, що розкладається, але пам'ятаючи про пристойні гроші, які платять наприкінці кожного дня, Дайго крок за кроком опановує свій новий фах. За незвичайний професіоналізм й почуття такту рідні та близькі покійних висловлюють повагу і вдячність працівникам «Агентства НК». Дай, захоплений майстерністю свого начальника, починає відчувати задоволення від своєї роботи. В цей час Міка знаходить у шухляді DVD-інструкцію і просить чоловіка відмовитися від такої «брудної» професії. Однак Дайго не погоджується, і дружина, яка завжди та в усьому підтримувала його, вперше за час їхнього спільного життя заперечила чоловікові, залишивши його й повернувшись до батьків. І його давній шкільний друг Ямасіта (Тетта Сугімото), який вважав, що Дайго, як і раніше, грає на віолончелі в оркестрі, дізнавшись про нову професію товариша, починає його уникати.
Абсолютно роздавлений цим, Дайго вирішує звільнитися, але після відвертої розмови з директором агентства, переосмислює те, що відбувається, і залишається, відчуваючи незрозумілу й небачену до цього життєвого моменту свободу. Через кілька місяців до вже зовсім осоловілого від холостяцького життя героя повертається дружина. Виявилося, що вона вагітна і не хоче, щоб дитина росла без батька, тому ще раз просить його знайти інше джерело доходу. В цю хвилину дзвонить телефон, і з агентства повідомляють, що є нове завдання — померла мати Ямасіти, Цуяко (Кадзуко Йосіюкі), яка тримала місцеве сенто (лазню). Після цього перед Ямасітою, його сім'єю і власною дружиною Дай готує тіло Цуяко до поховання, заслуживши тим самим повагу та порозуміння всіх присутніх. Більше ніхто не дорікає Дайго його професією, крок за кроком він опановує майстерність «того, хто проводжає», дружина чекає дитину і, здавалося, що життя налагодилося, але…
На ім'я померлої два роки тому матері Дайго приходить телеграма, що сповіщає про смерть батька, який давним-давно покинув сім'ю. Дай у повному сум'ятті: він важко переніс розлучення батьків і не пробачив батькові його зради, адже саме батько був найважливішою людиною його дитинства. Проте батькового обличчя він не міг згадати всі ці роки, хоч як старався. Вирішивши, що смерть на самоті — занадто мале покарання для батька за його проступок, Дайго відмовляється їхати на похорон. Офіс-менеджер Уемура намагається його вмовити та розповідає про своє життя: колись давно вона теж покинула сім'ю заради скороминущої закоханості. Ці слова доводять Дайго до сказу. Він не розуміє, як можна бути настільки безвідповідальним батьком, але Міка, яка приїхала до нього на роботу, все ж умовляє його поїхати й провести батька в останню путь. Зайшовши в маленьку кімнатку, в якій старий провів свої останні дні, Дай зауважує, що він залишив після себе тільки картонну коробку, хоча прожив понад 70 років. Людини, яка лежала на матраці, він не знає, адже батькове обличчя він досі згадати не може. Працівники місцевого похоронного бюро приходять, щоб забрати тіло, але Дайго вирішує особисто покласти старого в труну. Під час цієї процедури він знаходить «камінь-лист», який дав своєму батькові, коли був маленьким. «Камінь-лист» був стиснутий у татових руках. Знайшовши незаперечний доказ батьківської любові, Дай уперше дає волю почуттям і притискає камінь до утроби Мікі.

## В ролях
- Масахіро Мотокі[en] — Дайго Кобаясі
- Ріоко Хіросуе[en] — Міка Кобаясі
- Казуко Йошіукіі[en] — Цуяко Ямасіта, господиня сенто
- Цутому Ямазакі[en] — Сьоей Сасакі, президент Агентства НК
- Кіміко Йо[en] — Юріко Уемура, офіс-менеджер Агентства НК
- Такасі Саса — Сьокіті Хірата, постійний клієнт сенто Цуяко
- Тетта Сугімото — Ямасіта, син Цуяко, старий шкільний товариш Дайго
- Тору Мінегісі — Йосікі Кобаясі, батько Дайго
- Таро Ісіда — пан Сонедзакі, власник оркестру

## Нагороди
- 2008 — Премія Блакитна стрічка найкращому актору (Масахіро Мотокі)
- 2008 — Приз глядацьких симпатій Гавайського кінофестивалю (Йохіро Такіта)
- 2008 — Grand Prix des Amériques Монреальського кінофестивалю (Йохіро Такіта)
- 2009 — Премія «Оскар» за найкращий фільм іноземною мовою
- 2009 — Азійська кінопремія найкращому актору (Масахіро Мотокі)
- 2009 — 10 премій Японської кіноакадемії: найкращий фільм, найкращий режисер (Йохіро Такіта), найкращий сценарій (Кундо Кояма), найкращий актор (Масахіро Мотокі), найкращий актор другого плану (Цутому Ямазакі), найкраща акторка другого плану (Кіміко Йо), найкраща операторська робота (Такесі Хамада), найкращий монтаж (Акімаса Кавасіма), найкраще світло (Хітосі Така), найкращий звук (Сатосі Одзакі, Осаму Онодера)
- 2009 — Дві премії «Майніті»: найкращий фільм, найкращий звук (Сатосі Одзакі)
- 2009 — Премія журналу «Кінема Дзюмпо» за найкращий фільм 2008 року
- 2009 — Приз глядачів за найкращий розповідний фільм на кінофестивалі в Палм-Спрінгс (Йохіро Такіта)
- 2009 — Три премії «Золотий півень»: найкращий фільм, найкращий режисер і найкращий актор (Масахіро Мотокі)
- 2010 — Премія Hong Kong Film Awards за найкращий азійський фільм.